# Coriano
Coriano is een gemeente in de Italiaanse provincie Rimini (regio Emilia-Romagna) en telt 9144 inwoners (31-12-2004). De oppervlakte bedraagt 46,8 km², de bevolkingsdichtheid is 181 inwoners per km².
De volgende frazioni maken deel uit van de gemeente: Coriano (Pedrolara e Passano); Sant'Andrea in Besanigo (Puglie); Ospedaletto (Pian della Pieve, San Patrignano, Fienile, Monte Tauro, Vecciano, Vallecchio, Cavallino); Cerasolo (Cerasolo Ausa); Mulazzano..

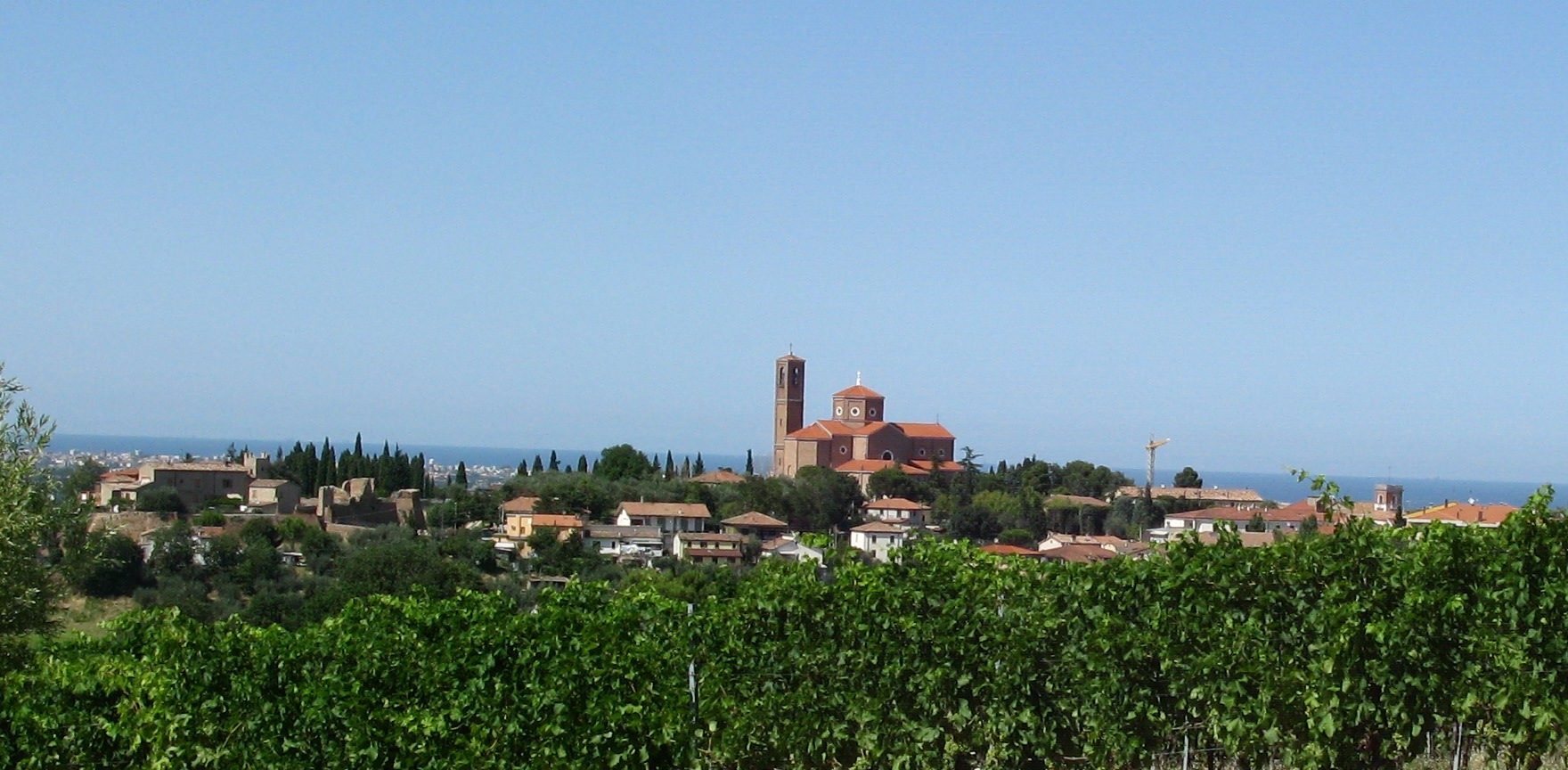
Coriano

## Demografie
Coriano telt ongeveer 3313 huishoudens. Het aantal inwoners steeg in de periode 1991-2001 met 15,1% volgens cijfers uit de tienjaarlijkse volkstellingen van ISTAT.
| Jaar | Inwoneraantal |
| ---- | ------------- |
| 1991 | 7385          |
| 2001 | 8501          |

## Geografie
De gemeente ligt op ongeveer 102 meter boven zeeniveau.
Coriano grenst aan de volgende gemeenten: Misano Adriatico, Monte Colombo, Montescudo, Riccione, Rimini, San Clemente.